# キスから始まるものがたり2
『キスから始まるものがたり2』（原題:The Kissing Booth 2）は2020年に配信されたアメリカ合衆国のロマンティック・コメディ映画である。監督はヴィンス・マルセロ、主演はジョーイ・キングが務めた。本作はベス・リークルスが2020年に上梓した小説『The Kissing Booth 2: Going the Distance』を原作としている。また、本作は2018年に配信された映画『キスから始まるものがたり』の続編である。

## ストーリー
恋人のノアがハーバード大学に進学したため、エルは遠距離恋愛をすることになったが、彼女の周囲の人間は「どうせ長続きしない」などと陰で噂していた。エルはそうした風聞を苦々しく思っていた。そんなある日、エルがノアのInstagramを覗くと、ノアが女友達の一人（クロエ）と親しげにしている写真が目に留まった。それ以来、エルは不安を抱くようになったが、懸念材料はもう一つ存在した。エルはリーと一緒にバークレー校に進学する計画を立てていたが、ノアの方はエルが自分と同じハーバード大学に進学するものと思っていたのである。エルは自分の希望をノアに伝えることができずにいた。
エルとリーは来るチャリティ・イベントで再びキスブースを設置する計画を立てていた。リーは「転校生のマルコは女子たちに人気だ。彼が参加すればキスブースにも大勢の人が集まるはずだ」と考え、エルにマルコの説得を依頼した。エルはマルコにダンス勝負を挑んで勝利し、キスブースへの参加を取り付けることができた。
エルはノアに会うためにボストンへ行き、クロエをはじめとする新しい友人たちを紹介された。ノアとクロエの仲の良さを見たエルは一層不安になった、そんな折、エルはノアのベッドの下に見慣れないイヤリングが転がっているのを発見した。ノアの浮気を確信したエルが彼を問い詰めたところ、ノアは「クロエはただの友達だよ。俺を信用して欲しい」と言った。帰宅後、エルは父親が学費の工面に苦労していることを知り、リーと一緒にダンス大会に出場することを決めた。ダンス大会の優勝賞金を学費の足しにしようとしたのであった。ところが、リーが練習中に怪我をしてしまったため、エルは渋々マルコと一緒に出場することになった。一緒に過ごす時間が長くなったこともあって、エルとマルコの距離はどんどん縮まっていった。
エルには知る由もなかったが、リーは恋人のレイチェルと上手く行っていなかった。レイチェルはリーと2人きりになりたがっていたが、そういうときに限って、エルがいつも姿を見せることに苛立っていたのである。レイチェルの怒りはリーがデートの時間に遅刻したことで爆発し、リーは二度とエルと会話しないと約束させられた。しかし、その後もリーはエルと親しく接していた。ハロウィンの日、リーは自分の仮装を変更したことをレイチェルに伝えるのを忘れてしまった。最悪なことに、リーの仮装はエルの仮装と同じものであったため、レイチェルは激怒した。リーがレイチェルを宥めるのに苦労する一方、エルはマルコとロマンチックな雰囲気になり、キスする一歩手前まで行った。しかし、同級生たちに見られていることを自覚したエルは何とか踏みとどまることができた、
そして、ダンス大会の日を迎えたエルだったが、そこで予期せぬトラブルが発生するのだった。

## キャスト
※括弧内は日本語吹替。
- ジョーイ・キング - ロシェル・エヴァンズ（エル）（伊瀬茉莉也）
- ジョエル・コートニー - リー・フリン（大河元気）
- ジェイコブ・エロルディ - ノア・フリン、リーの兄。（小野友樹）
- メイジー・リチャードソン＝セラーズ - クロエ・ウィンスロップ（白石涼子）
- テイラー・ペレス - マルコ・ペーニャ（細谷佳正）
- モリー・リングウォルド - ミセス・フリン（深水由美）
- メーガン・ヤング - レイチェル（早見沙織）
- モルネ・フィッサー - ミスター・フリン（山下大毅）
- ビアンカ・ボッシュ - オリヴィア（引坂理絵）
- カーソン・ホワイト - ブラッド（福山綾夏）

## 製作・マーケティング
2019年2月14日、映画『キスから始まるものがたり』の続編の製作が決定したとのアナウンスがあり、ヴィンス・マルセロ監督、ジョーイ・キング、ジョエル・コートニー、ジェイコブ・エロルディが続投することになったとも報じられた。5月、メイジー・リチャードソン＝セラーズとテイラー・ペレスの出演が決定し、メガン・ヤング、カーソン・ホワイト、モリー・リングウォルドの続投も決まった。8月、本作の主要撮影が始まった。2020年6月10日、パトリック・カーストが本作で使用される楽曲を手掛けるとの報道があった。7月6日、本作のオフィシャル・トレイラーが公開された。

## 評価
本作に対する批評家の評価は芳しいものではなかったが、前作よりは出来が良いと評された。映画批評集積サイトのRotten Tomatoesには17件のレビューがあり、批評家支持率は29%、平均点は10点満点で4.44点となっている。また、Metacriticには11件のレビューがあり、加重平均値は39/100となっている
。

## 続編
2020年7月26日、本作の続編が密かに撮影されており、2021年に配信される予定だと報じられた。